# Teresa Cremisi
Teresa Cremisi (Alessandria d'Egitto, 7 ottobre 1945) è un'editrice italiana naturalizzata francese, dal 2021 presidente di Adelphi dopo essere stata a lungo collaboratrice di Antoine Gallimard a Parigi e fino al maggio 2015 presidente e Ceo del gruppo Flammarion riunendo Flammarion, J'ai lu, Casterman, Autrement e Fluide glacial. Fa parte del consiglio di amministrazione del Musée d'Orsay e del BNF. Dal 2018, ha una rubrica sul Le Journal du Dimanche.

## Biografia
Figlia di un imprenditore italiano e di una scultrice spagnola e anglo-indiana, Teresa Cremisi è cresciuta parlando francese. Ha studiato in Egitto, presso il collegio cattolico francese di Nostra Signora di Sion ad Alessandria. Lasciò l'Egitto con la sua famiglia dopo la crisi del Canale di Suez nel 1956 per stabilirsi a Milano. Entra al Liceo delle  Marcelline e si laurea in lingue straniere all'Università Bocconi..
Iniziando come lessicografa per i dizionari delle edizioni Garzanti a Milano, tra il 1963 e il 1966, diventa a sua volta capo del dipartimento scolastico (1966-1972), direttore di produzione (1972-1979), direttore letterario (1979-1985), poi co-direttore generale (1985-1989) di questa casa editrice. Parallelamente ha lavorato per la Rai (1972-1980) e per i giornali L'Espresso e La Stampa (1979-1989)..
Antoine Gallimard, incontrato alla Fiera del Libro di Francoforte, la chiamò al suo fianco come direttore editoriale di Gallimard nell'aprile 1989. Direttrice del catalogo di Gallimard, è entrata nella Parigi letteraria, ha stretto amicizia con autori e critici. Soprannominata "il Primo Ministro" da Philippe Sollers e naturalizzata francese, ha vinto il Prix Goncourt nel 2000 e nel 2001 con Ingrid Caven e Rouge Brésil, e il Prix Médicis nel 2001 e nel 2004 con Le Voyage en France di Benoît Duteurtre e La Reine du silence di Marie Nimier. Si occupò delle principali collezioni e dei grandi autori e negoziò contratti stranieri. Allo stesso tempo, le edizioni Gallimard sviluppano la loro offerta e lanciano Harry Potter in Francia.
Nel 2005 è stata nominata alla guida di Flammarion, suscitando anche un po' di scalpore in seguito alle voci di crescenti contrasti di potere con Antoine Gallimard, cosa negata da entrambi.
Desiderando sviluppare il settore letterario, così come il formato tascabile, negozia l'arrivo di autori di successo come Christine Angot, Jean-Christophe Rufin, Yasmina Reza e Catherine Millet,, e crea una nuova collezione per i dibattiti di attualità, Café Voltaire,, che prende il nome dall'ex istituzione di Place de l'Odéon il cui dipartimento di letteratura di Flammarion occupa i locali..
Flammarion ha avuto forti successi mediatici come l'uscita di La Tragédie du président di Franz-Olivier Giesbert nel 2006, la pubblicazione di L'Aube le Soir ou la Nuit di Yasmina Reza durante la campagna presidenziale del 2007 e il pubblico di Enemies di Michel Houellebecq e Bernard-Henri Lévy nel settembre 2008. Nel 2010,la casa editrice ha ottenuto il suo primo Goncourt in 30 anni, con La Carte et le Territoire di Michel Houellebecq che ha aumentato il fatturato dell'azienda. Sotto la sua egida, Flammarion crea in collaborazione con Gallimard e Le Seuil, la piattaforma di distribuzione di libri digitali Eden.
Nel 2012 ha dovuto gestire la cessione del gruppo Flammarion da parte di RCS MediaGroup. Antoine Gallimard, suo ex capo, la acquisisce e la nomina, nell'ottobre 2013, amministratore delegato incaricato dello sviluppo editoriale del nuovo gruppo Madrigall, nato dalla fusione delle due case editrici.
Ha fatto parte del consiglio di amministrazione di RCS MediaGroup, Adelphi Editions, Théâtre de l'Europe Odéon. È stata anche vicepresidente di Azione contro la Fame tra il 2003 e il 2006.
Alla morte dell'editore Roberto Calasso, nel luglio 2021, è nominata presidente di Adelphi.

## Opere
- La Triomphante, Milano, Adelphi, 2016, ISBN 978-88-459-3086-7
- Chroniques du Dèsordre, Gallimard, 2021, ISBN 9782072932052
- Cronache dal Disordine, Milano, La Nave di Teseo, 2023, ISBN 9788834613276

## Riconoscimenti
- Prix Littéraire des Rotary Clubs de Langue Française 2015[14]
- Prix Méditerranée 2016